# Ґосцєєвко
Ґосцєєвко (пол. Gościejewko) — село в Польщі, у гміні Ричивул Оборницького повіту Великопольського воєводства.
Населення — 98 осіб (2011).
У 1975-1998 роках село належало до Пільського воєводства.

## Демографія
Демографічна структура станом на 31 березня 2011 року:
|          | Загалом | Допрацездатний вік | Працездатний вік | Постпрацездатний вік |
| -------- | ------- | ------------------ | ---------------- | -------------------- |
| Чоловіки | 58      | 19                 | 34               | 5                    |
| Жінки    | 40      | 12                 | 22               | 6                    |
| Разом    | 98      | 31                 | 56               | 11                   |